# 名古屋市交通局N1000形電車
名古屋市交通局N1000形電車（なごやしこうつうきょくN1000がたでんしゃ）は、名古屋市交通局が名古屋市営地下鉄の東山線用に導入した通勤形電車である。

## 概要
東山線への新型車両導入は5050形以来15年ぶりであり、5000形の置き換えとして6両編成21本（126両）が導入された。従来車よりコストダウンを図り、かつバリアフリーの深度化を目指して設計された。

### 車体
前面は普通鋼製で、正面デザインは従来の丸みを帯びた形状から直線を多用した形状に変え、ステンレス鋼製の車体は上飯田線7000形まで採用されていたビードプレス工法をやめ、名古屋市営地下鉄で初めての日車式ブロック工法が採用された。
車両寸法は5050形とほぼ同一であるが、床面高さを従来より60 mm下げ、レール面から900 mmとし、駅ホームと車両床面の段差が50 mmになるように設計されている。
尾灯は前照灯の上に配置、非常用扉は運転台から見て右側にオフセット配置されている。行先表示器は名古屋市営地下鉄で初めての単色LED式となっている。客室の窓ガラスは5050形と同様に東山線の路線特性からカーテンを省略しているが、地上区間での居住性を考慮して熱線吸収着色ガラスを使用し、その上下には、東山線のラインカラーである黄帯が配された。
冷房装置は薄型集約分散式で、車端部に2基搭載する。

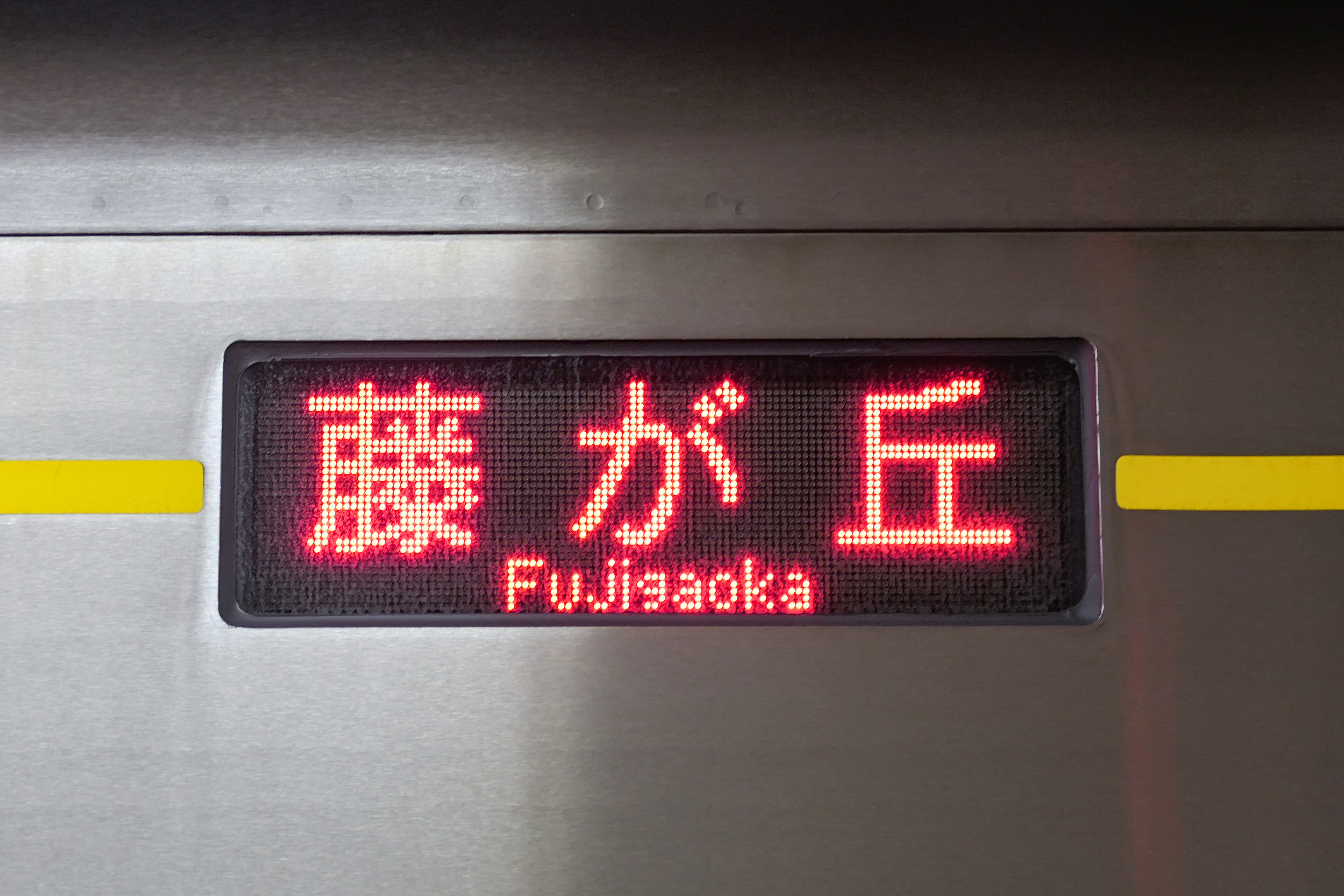
行き先表示

### 車内
座席はオールロングシートであるが、構造は上飯田線7000形で採用された片持式を踏襲する。冷房装置搭載箇所の天井は段差を解消し、結果として室内空間の拡大が図られている。
客用ドア上部に1両あたり3台千鳥配置されている車内案内表示器はN1104編成まで32 × 256の2段表示による横長LED式だったが、N1105編成以降は東山線で初めての17インチワイドLCD式（通称「ハッチービジョン」）となっている。また、名古屋市営地下鉄で初めて設置されているドア開閉方向を示す表示器はN1104編成まで全客用ドア上部の左右2か所だったが、N1105編成以降は千鳥配置による客用ドア上部の左右2か所となっている。さらに、N1105編成以降は東山線で初めて座席間にスタンションポール計3本、全客用ドア上部の左右2か所にドア開閉動作開始ランプが設置、座席端部の仕切りと貫通扉の取っ手が大型化、高低差のあるつり革が採用された。このほか、客用ドアの室内側は化粧板仕上げであり、客用ドア床面は識別を容易とするために黄色とされた。
車椅子スペースは5050形の両先頭車への設置から1両に1か所への設置へと拡大され、手すりはN1104編成まで1本だったが、N1105編成以降は2本に増設されている。
運転台の主幹制御器は上飯田線7000形に引き続き、右手操作形ワンハンドル式が採用された。さらに、運転台にはモニタ装置操作用の液晶ディスプレイがコンソール内に組み込まれている。
右側のディスプレイの駅名表示は日本語（漢字・ひらがな）→英語→韓国語→日本語（漢字・ひらがな）→中国語（簡体字・繁体字）…(導入当初は日本語（漢字・ひらがな）→英語…)を回転させながらアニメーションのような表示をする。ホーム案内も進行方向から向かうような感じで表示している。この技術は東京地下鉄8000系後期更新車と16000系、都営地下鉄10-300形一部編成と12-600形一部編成、Osaka Metro（旧大阪市営地下鉄）30000系御堂筋線仕様車にも採用されており、名古屋市営地下鉄では桜通線6050形6152編成以降と鶴舞線N3000形に続き、3車種目の採用となった。
一部編成にはハッチービジョン左側にデジタルサイネージ広告用の液晶ディスプレイが搭載されているが、これに関しては「改造」の項目で詳細を述べる。

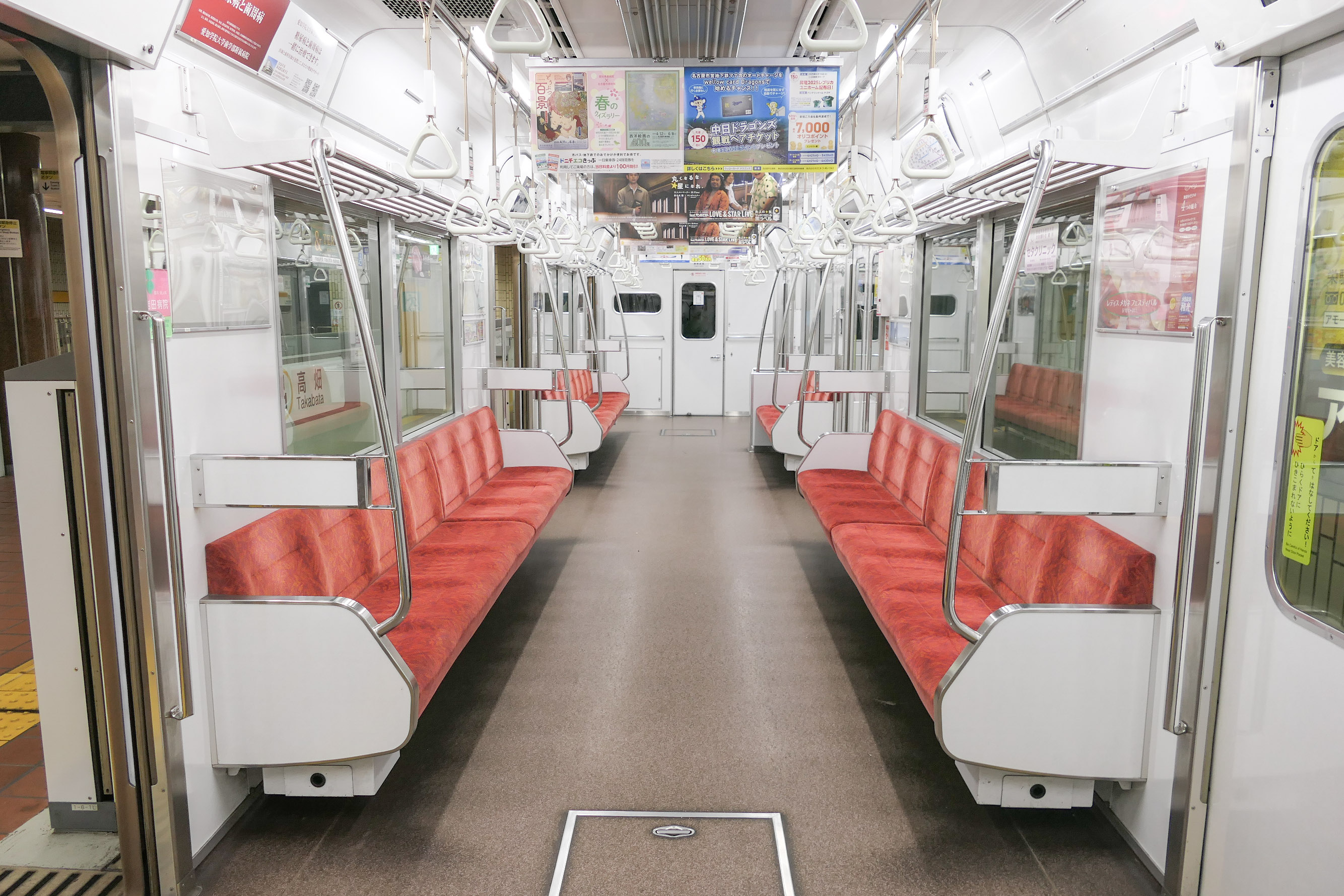
車内
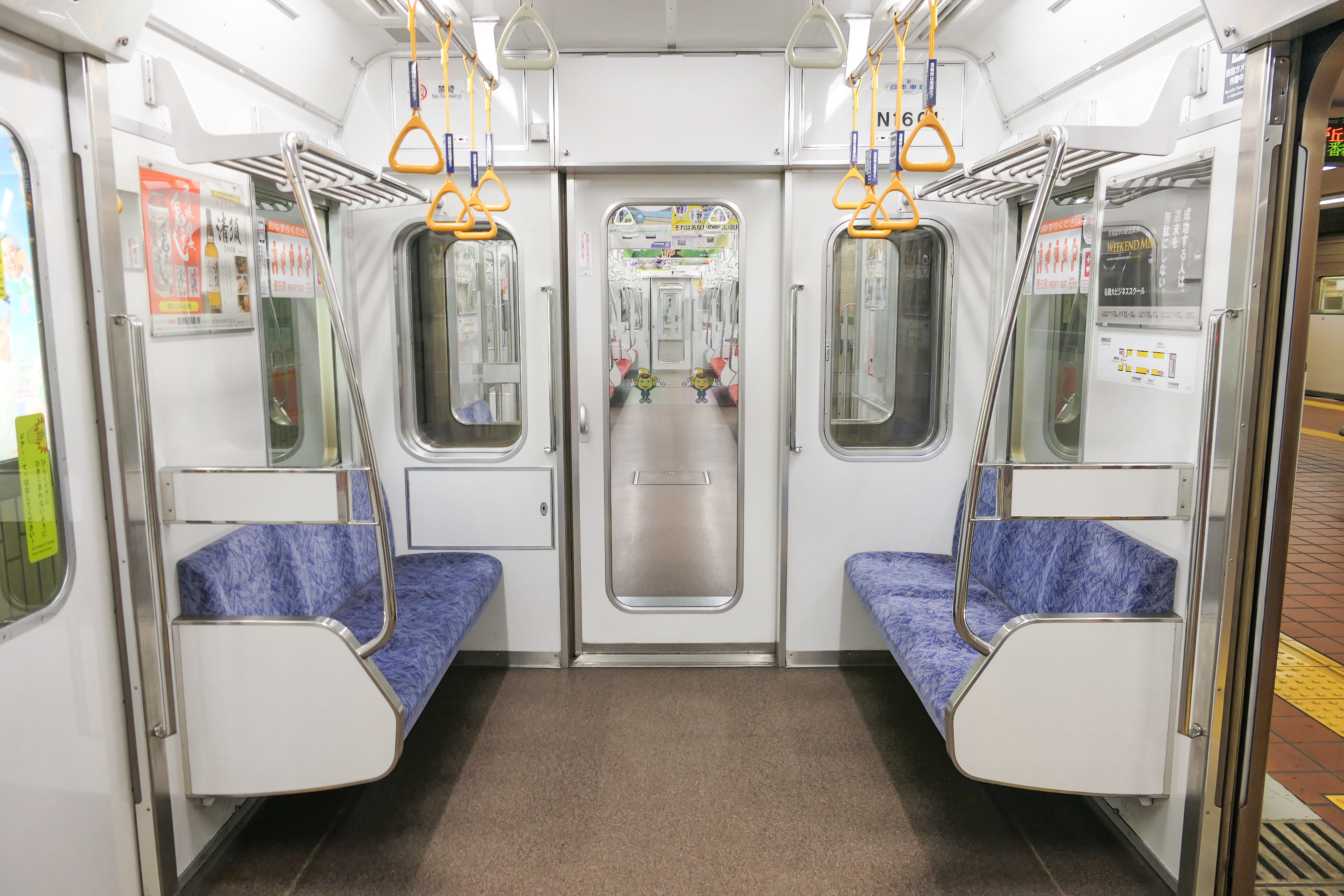
優先席
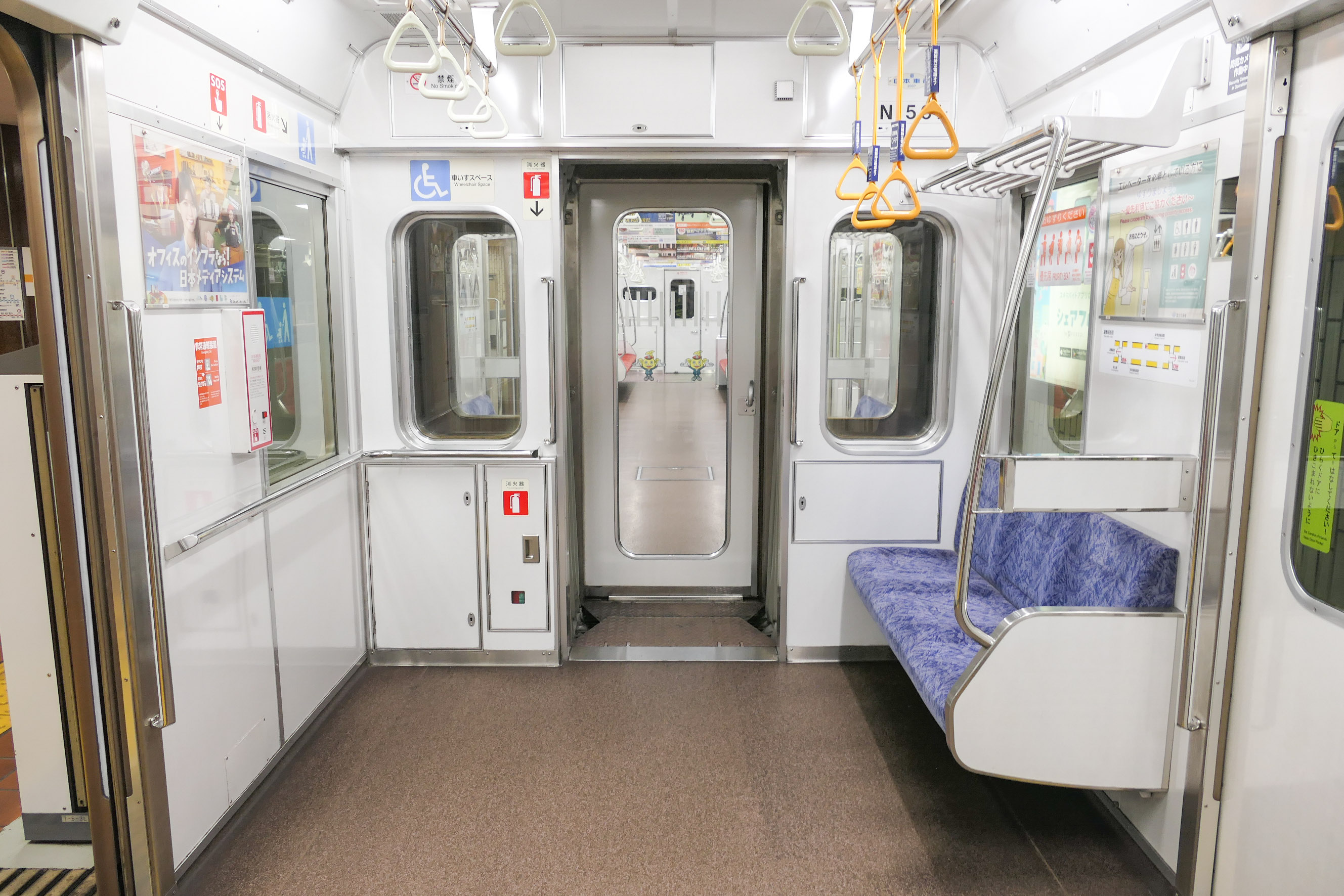
車椅子スペース
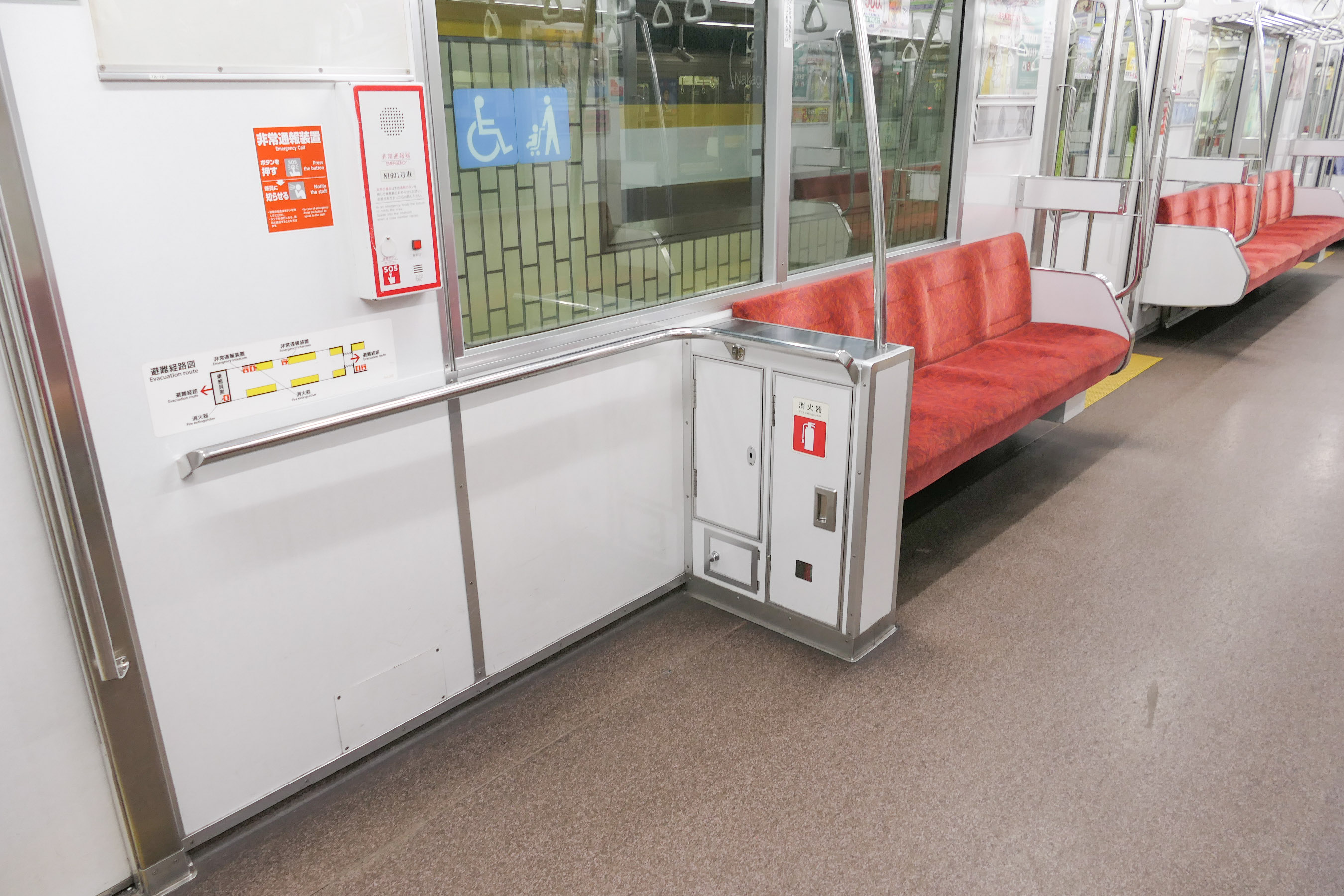
車椅子スペース
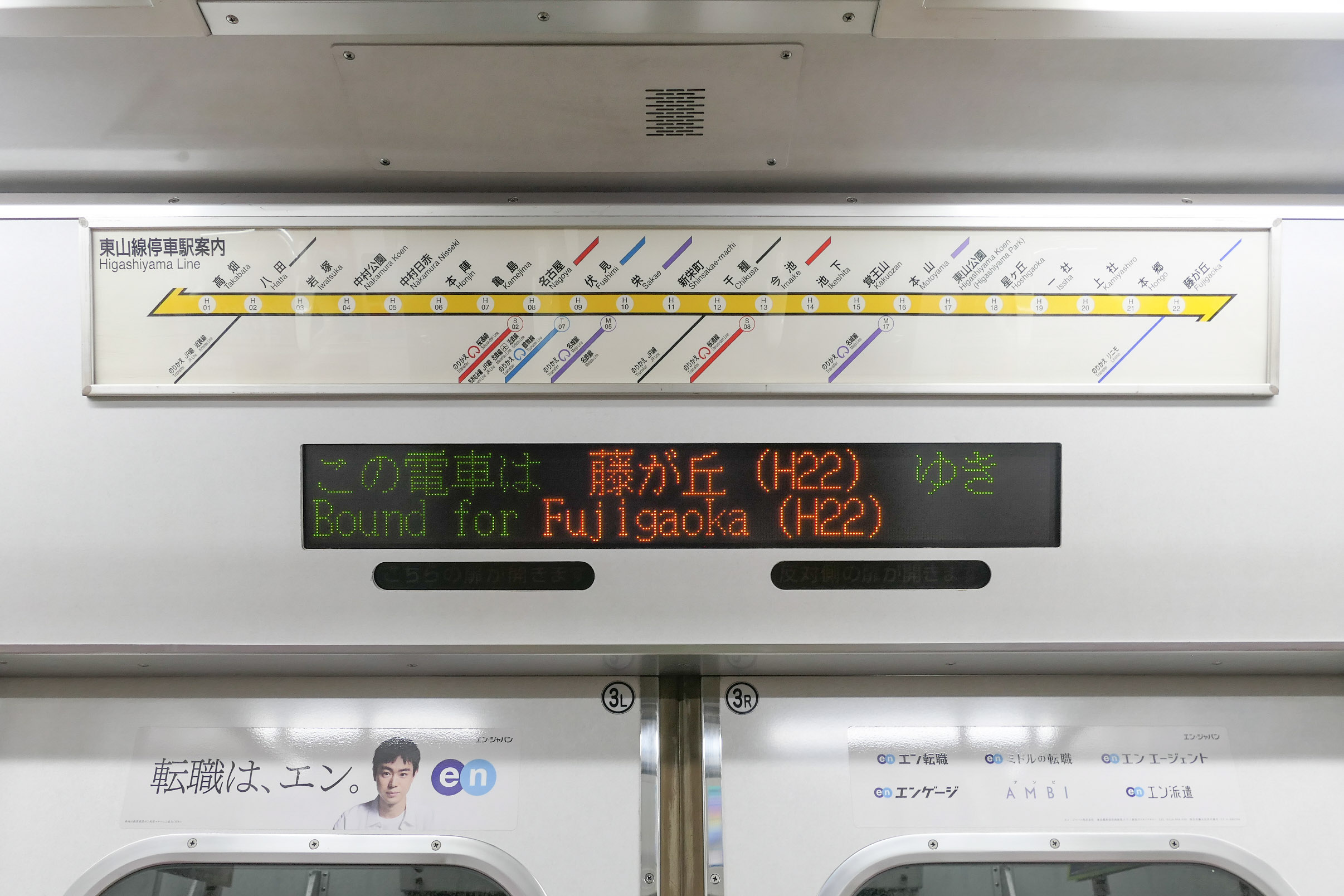
駅名表示
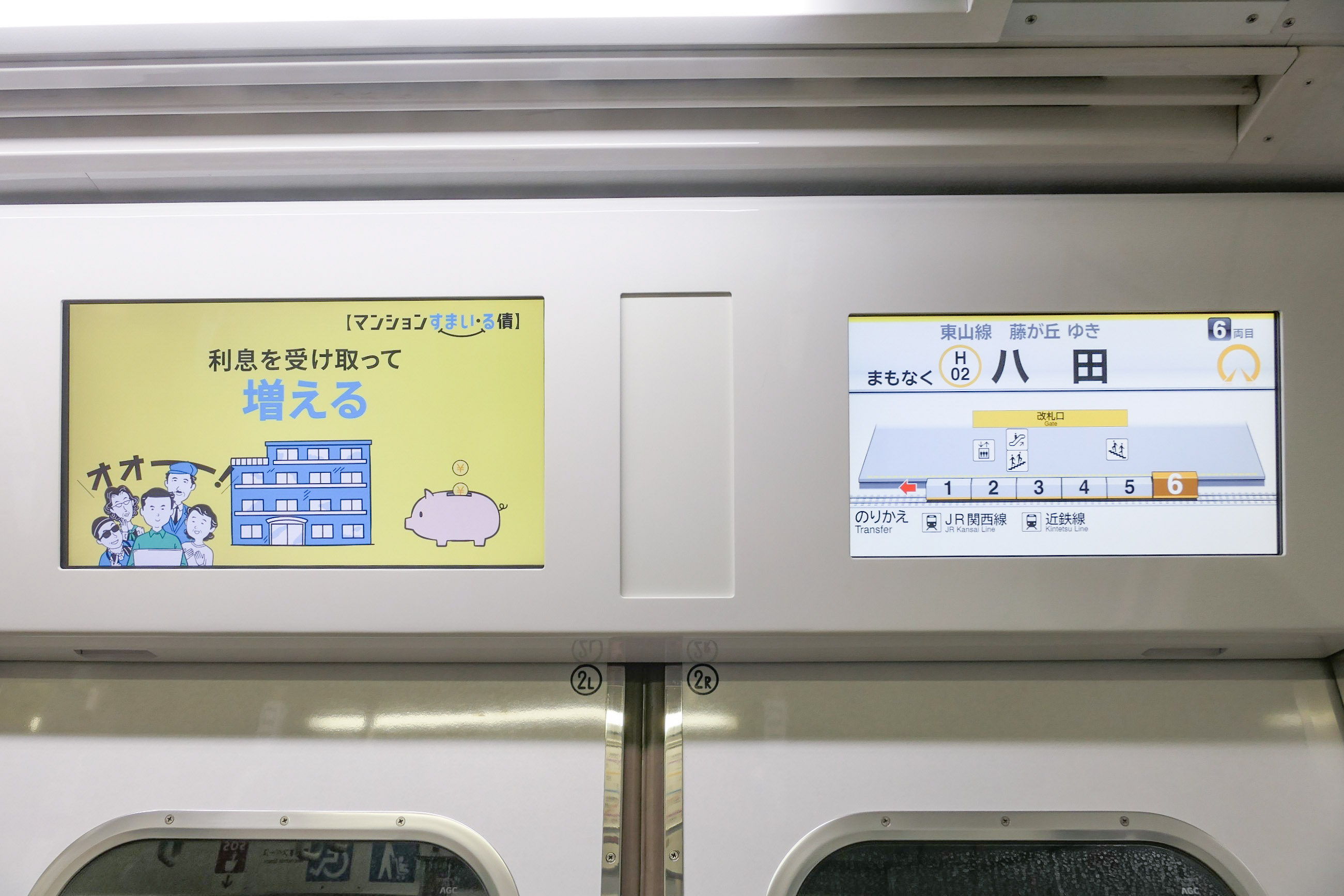
液晶ディスプレイ
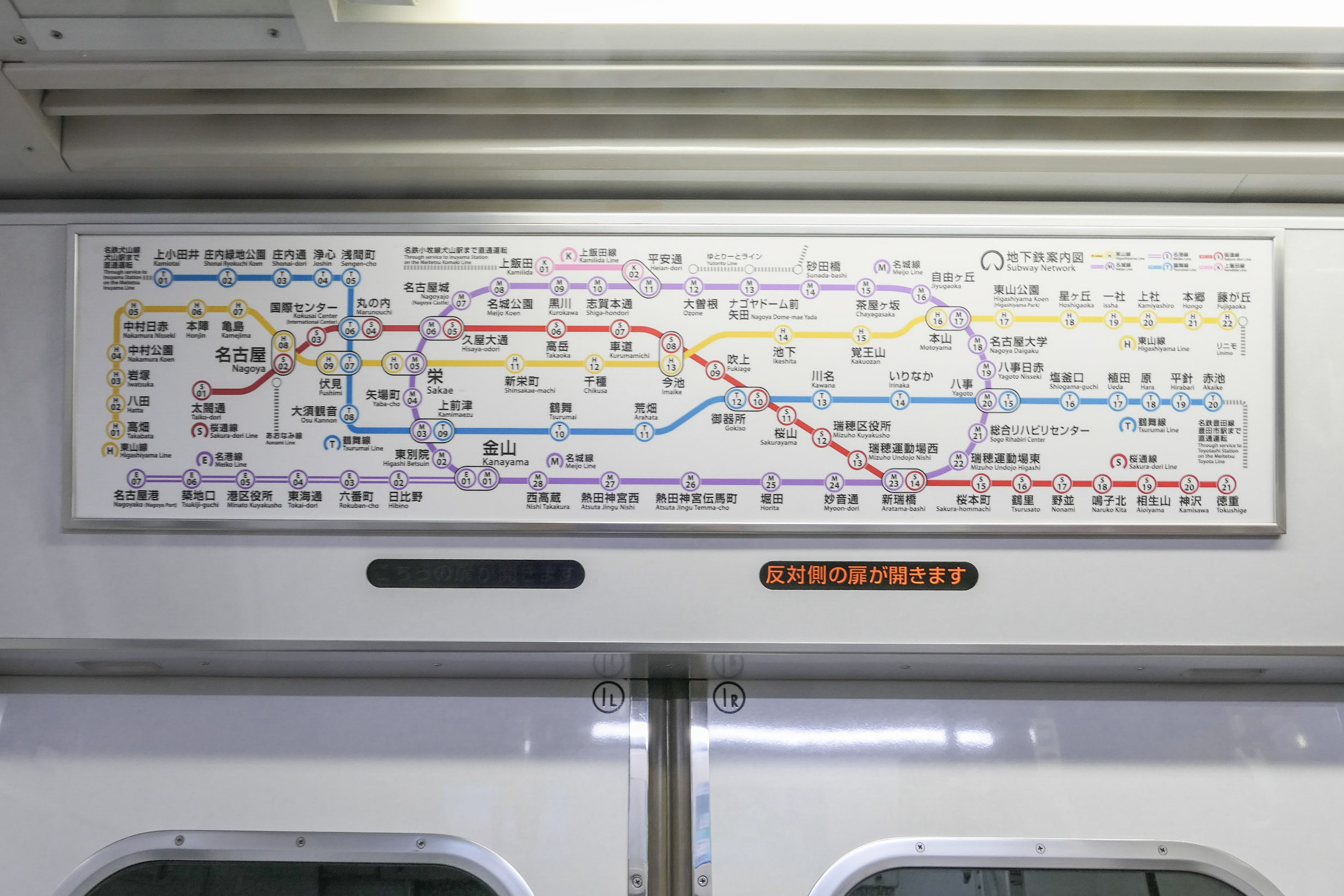
路線図

### 走行機器など
主回路システムは三菱電機製のVVVFインバータ制御であるが、制御素子は5050形のGTOサイリスタからIGBTに変更され、回生ブレーキおよび純電気ブレーキ機能を有する。1基のインバータ装置で8個のかご形三相誘導電動機を駆動する1C8M方式を1ユニットとして、中間電動車のN1200形およびN1500形に搭載される。センサレスベクトル制御を採用したことにより、空転時に適切なトルクと回転数を得ることが可能である。主電動機出力は75 kW、MT比は4M2Tで5050形と同一である。
冷房装置などサービス機器の電源である補助電源装置もIGBT素子の東洋電機製造製静止形インバータ (SIV) が採用されており、これは両先頭車に搭載されている。
ブレーキシステムは遅れ込め制御を有するATC連動回生併用電気指令空気式で、両先頭車にはさらに滑走防止機能も搭載する。
台車は日本車輌製造製の円錐積層ゴム式ボルスタレス台車で、ホイールベースは1,800 mmである。車輪は従来車のせん断形弾性車輪とは異なり、一体圧延防音車輪が採用された。

## 編成
藤が丘方面先頭から4両目に当たるN1400形は平日の始発から終電まで女性専用車両となる。
|          | ← 藤が丘高畑 → |       |       |       |       |       |
| 形式     | N1100          | N1200 | N1300 | N1400 | N1500 | N1600 |
| 区分     | Tc1            | M1    | M2    | M2'   | M1'   | Tc2   |
| 車両番号 | N1101          | N1201 | N1301 | N1401 | N1501 | N1601 |
| 車両番号 | ：             | ：    | ：    | ：    | ：    | ：    |
| 車両番号 | N1121          | N1221 | N1321 | N1421 | N1521 | N1621 |

## 導入過程

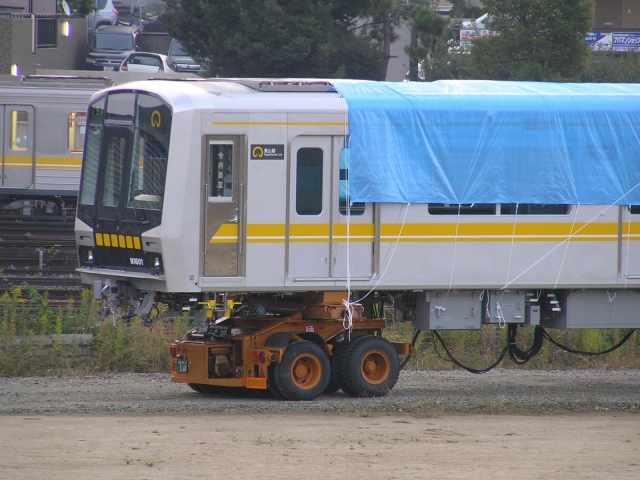
藤が丘工場に到着したばかりのN1000形
（2007年10月30日）

2007年10月30日にN1101編成がトレーラーで日本車輌製造豊川製作所から藤が丘工場に輸送され、11月11日に藤が丘工場で開催された地下鉄開業50周年記念事業のメインイベントにおいて初めて一般公開され、15日に試運転を実施し、2008年3月26日から東山線で営業運転を開始した。
2009年2月21日から12月11日にかけてN1102編成・N1103編成、2010年10月21日にN1104編成、2012年7月24日から12月14日にかけてN1105編成 - N1110編成、2013年5月23日から10月30日にかけてN1111編成 - N1115編成、2014年6月27日から7月30日にかけてN1116編成・N1117編成・N1118編成、2015年2月18日から4月24日にかけてN1119編成・N1120編成・N1121編成が順次導入された。

## ラッピング車両

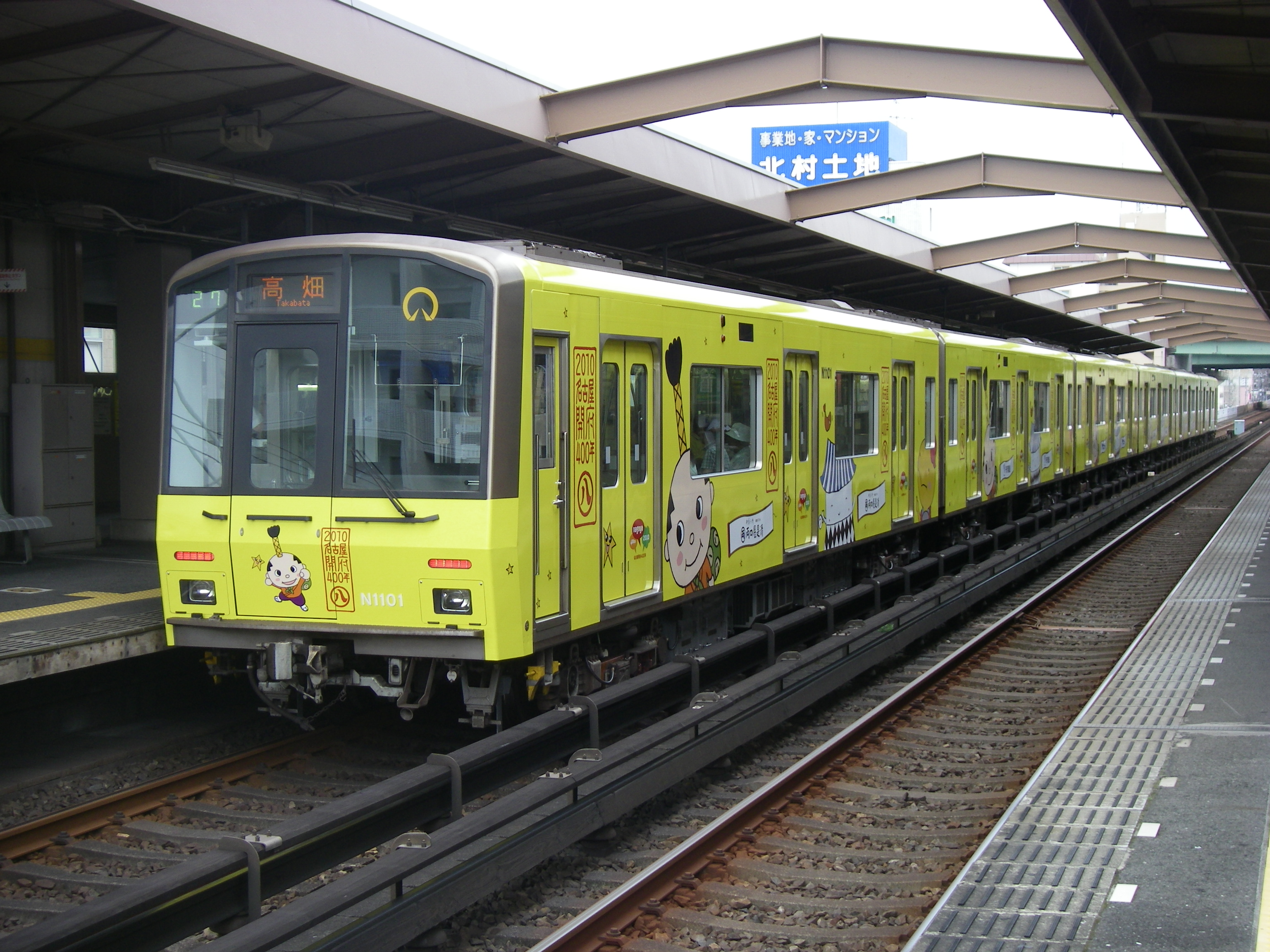
名古屋開府400周年のラッピング車両（2010年7月1日）

2010年7月1日から12月31日にかけてN1101編成に名古屋開府400周年のラッピング広告を施した。

## 特別仕様車両
地下鉄開業60周年記念として、2017年からN1115編成N1615号車のモケットやつり革が名古屋市営地下鉄の全路線のイメージカラーを意識したものに変更された。

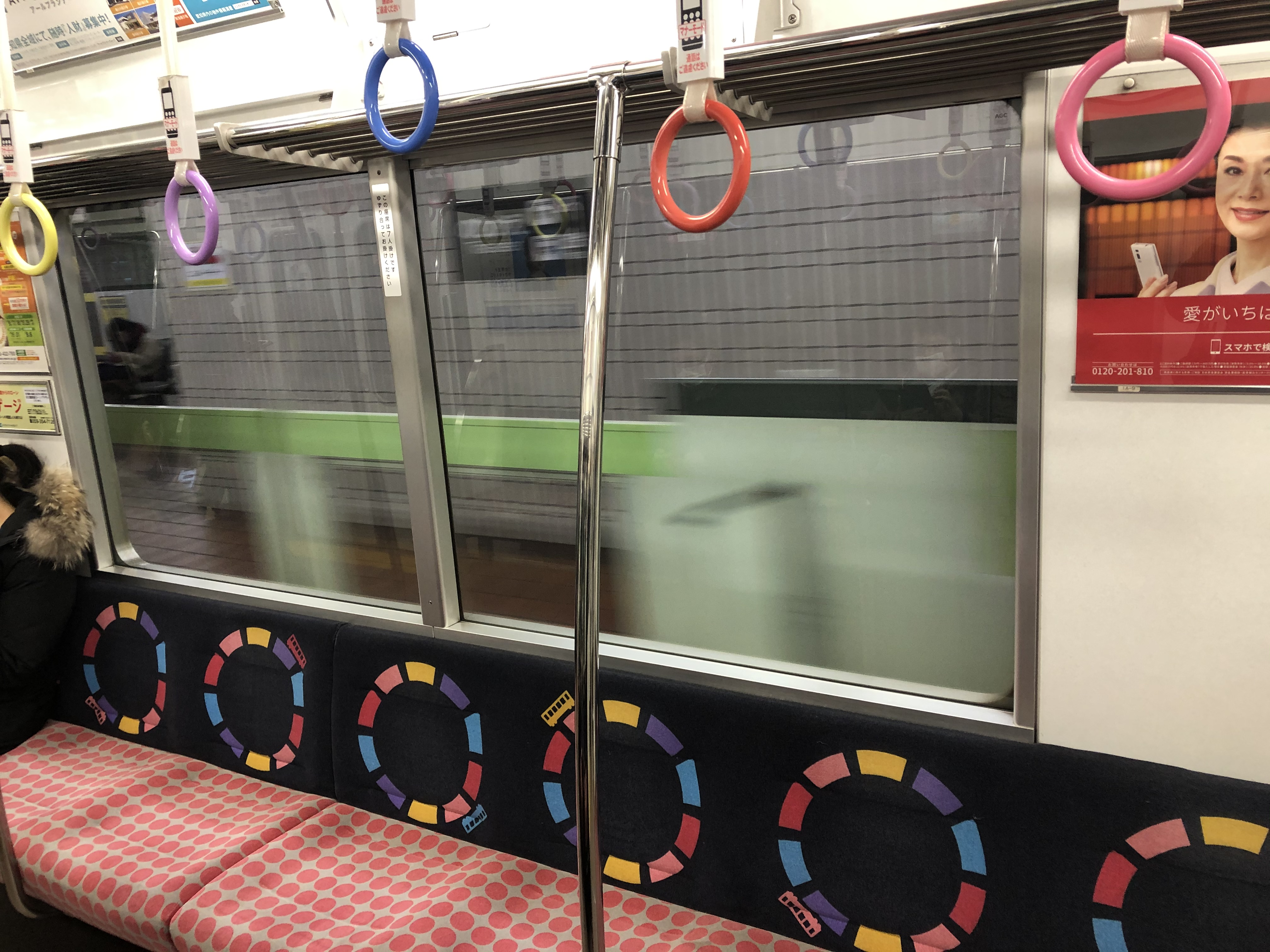
地下鉄開業60周年記念の装飾（2020年1月8日）

## 改造
LCD式車内案内表示器の多言語化
2020年6月にはN1105編成以降にLCD式車内案内表示器の多言語化が行われ、既存の日本語(漢字・ひらがな)に加え、新たに中国語(簡体・繁体)、韓国語に対応するよう改造が行われた。
LCD式広告表示用液晶ディスプレイの新設

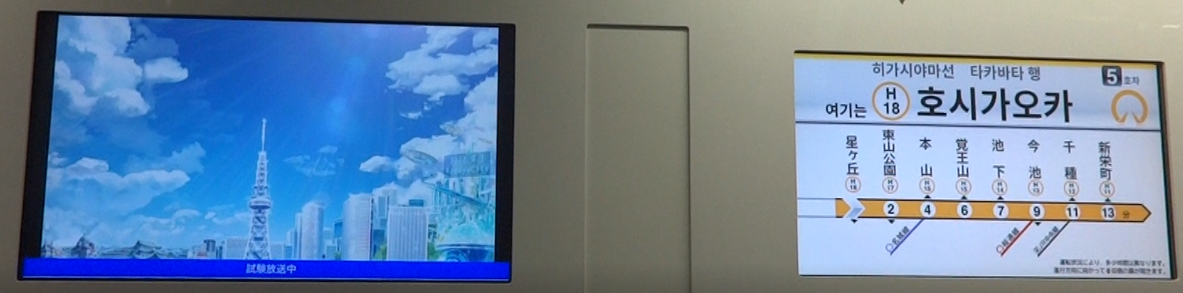
増設された車内広告用液晶ディスプレイ

2023年度より従来の車内案内表示器の左側に液晶画面を追加設置し、紙媒体での広告から電子広告に切り替える予定となっている(N1101H～N1104Hまでは、路線案内図を移動させ、追加設置する)。21編成全てに導入され、車内広告が紙からデジタルにシフトしている現状に対応し、広告収入を確保するとしている。
2023年3月以降、車内広告表示用の液晶ディスプレイが既存の旅客案内用液晶ディスプレイ(ハッチービジョン)の左側に順次増設されている。このデジタルサイネージ広告の設置は東海三県の鉄道事業者では初となる。2023年3月は広告以外のニュース情報に限定されて放映し、2024年1月から一部編成で、2024年4月から全編成でデジタルサイネージ広告の放映を開始する予定である。2023年6月12日時点で3編成のみ設置されているが、2023年度中に全21編成に設置される予定である。車内サイネージ広告の設置に当たってはジェイアール東日本企画がディスプレイの設置および広告配信業務を担っている。